# Stonasla neosa
Stonasla neosa är en insektsart som beskrevs av Webb 1980. Stonasla neosa ingår i släktet Stonasla och familjen dvärgstritar. Inga underarter finns listade i Catalogue of Life.